# Mequon

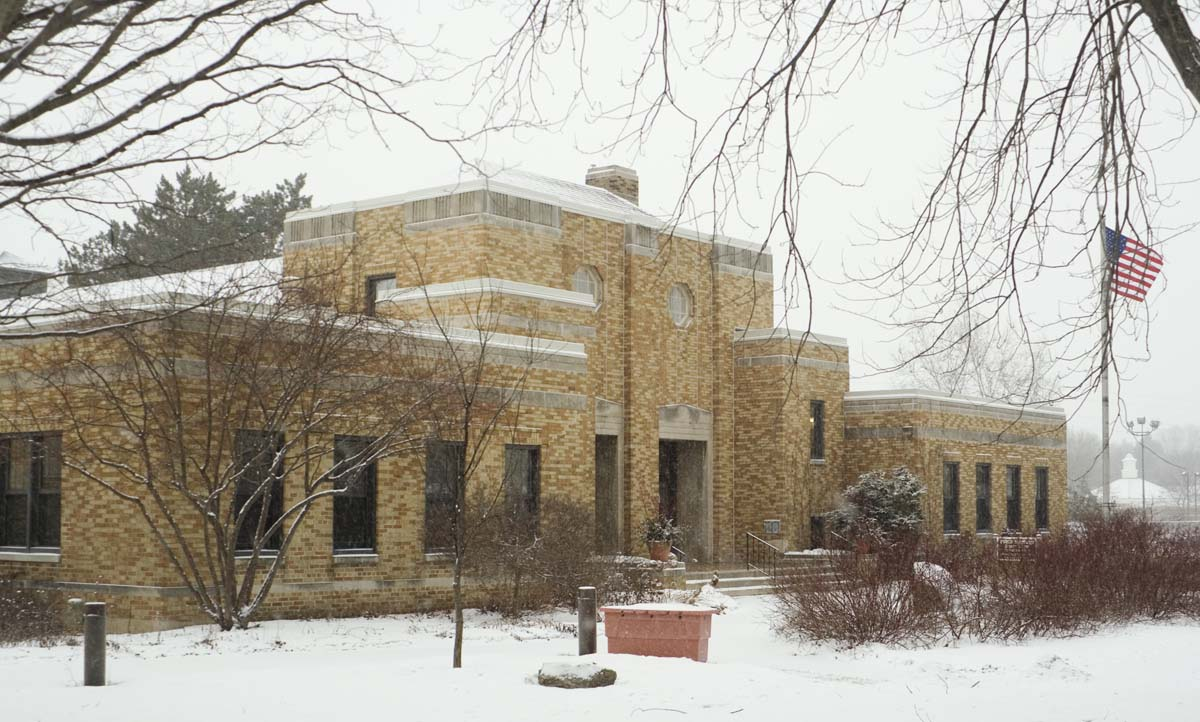
Mequon Town Hall and Fire Station Complex (2009)

Mequon ist eine Stadt im Ozaukee County im Südosten des US-amerikanischen Bundesstaates Wisconsin. Sie liegt etwa 20 km nördlich von Milwaukee am Lake Michigan und ist Bestandteil der Metropolregion Milwaukee. Das U.S. Census Bureau ermittelte bei der Volkszählung 2020 eine Einwohnerzahl von 25.142.
Mequon gehört zur Metropolregion Milwaukee und fungiert als Wohnvorort von Milwaukee. In der näheren Umgebung gibt es ungefähr 100 Golfplätze.
Vorzeigeobjekt der Stadt ist ihre High School, Homestead High. Diese verfügt über gute Lernbedingungen, es gibt drei Fußballplätze, ein Footballstadion, eine Indoor-Leichtathletikbahn sowie ein Schwimmbad mit olympiafähigen Schwimmbahnen und Sprungtürmen. Das Klima ist im Sommer (ab Mai) sehr heiß und teilweise schwül, im Winter (ab Oktober) wird es sehr kalt, manchmal bis zu 20 Grad minus.

## Einwohnerentwicklung
| Jahr | Einwohner¹ |
| ---- | ---------- |
| 1980 | 16.193     |
| 1990 | 18.885     |
| 2000 | 22.643     |
| 2010 | 23.132     |
| 2020 | 25.142     |

¹ 1980–2020: Volkszählungsergebnisse

## Persönlichkeiten
- Willy Porter (* 1964), Singer-Songwriter
- Blake Leeson (* 1995), Volleyballspieler
- Anders Bjork (* 1996), Eishockeyspieler